# Маритуй (село)
Мариту́й (бур. Моритой) — село в Слюдянском районе Иркутской области. Административный центр Маритуйского муниципального образования.

## География
Расположено в 47 км к северо-востоку от города Слюдянки, на юго-западном берегу озера Байкал. В селе располагается станция Маритуй на 119 км Кругобайкальской железной дороги, в 47 км к западу от станции Байкал.

## История
Основано в 1902 году как посёлок при строительстве первого пути Кругобайкальского участка Сибирской железной дороги. Своё название получил по одноимённой реке, которая неподалёку от станции впадает в Байкал.
Во время строительства Кругобайкальской железной дороги посёлок застраивался временными постройками: бараками, лавками, складами и т. п. Этими помещениями владели подрядчики, чьи объекты строительства (тоннели, галереи, мосты и др.) находились неподалёку. В бараках проживало много рабочих, задействованных на различных объектах строительства. Доставка строительных материалов и продуктов производилась по Байкалу к пристани у станции в тёплое время года, а зимой — лошадьми по льду.
В августе 1902 года в посёлке разместились дома инженера Министерства путей сообщения Александра Николаевича Перцова, который отвечал за проведение каменных, тоннельных и земляных работ на данном участке дороги. Несколько бараков принадлежало подрядчику Сенченко. В посёлке были так же продуктовые магазины и временная хлебопекарня, принадлежащая инженеру А. И. Ротову. В 1904 году А. Н. Перцев построил деревянный дом, в котором размещалась молочная ферма А. С. Егорова, откуда молоко поступало в лазарет при станции.
Скопление людей приводило к загрязнению посёлка. Из-за отсутствия помойных ям и туалетов отходы зачастую выливались у бараков или прямо в реку. Контролировать санитарное состояние должны были специально нанимаемые врачи. В 1902 году в Маритуе расположился 2-й санитарный участок во главе с врачом Станкевичем и врачебный пункт при больнице (на 12 кроватей). Плохие условия содержания рабочих приводили к эпидемиям цинги, холеры, дифтерии и т. п. За осень 1902 — весну 1903 года умерло от болезни 47 человек, а к концу 1903 года — 200. Поскольку эпидемии требовала скорейшего захоронения тел, в поселке зачастую хоронили в братских могилах, куда вместе с покалеченными от болезней рабочими могли положить и умершую при родах женщину. Изначально их хоронили по откосам скал, позже начали вывозить на станцию Байкал или в Слюдянку.
В 1903 году в связи с усилением пропускной способности КБЖД до 15 пар поездов в сутки, было решено построить при станции Маритуй 247 кв. саж. жилых домов (в сравнение — в Култуке 453,26 кв. саж.) для размещения обслуживающих рабочих. Во время русско-японской войны (1904—1905) для размещения войсковой охраны были построены бараки из расчёта 1 кв. саж. на высший чин (без учёта низших чинов). В Маритуе находился двор 1-й роты 19-й пешей дружины, чей ротный участок охватывал территорию от станции Половинная до станции Маритуй (штабс-ротмистр 19-й пешей дружины — Саттеруп).
В июне 1904 года был заключён договор с подрядчиками Генрихом Францевичем Краевским и Борисом Леонтьевичем Горфиным на постройку деревянного вокзала, крытого железом, стоимостью 1850 рублей, в сроки с 22 июня по 22 сентября. Позже в здании вокзала разместился и буфет. Этими же подрядчиками построены все пассажирские здания на участке Байкал — Култук.
В 1915—1916 годах на склоне горы была возведена церковь, которая действовала до 1930 года.
В 1930—1950-е годы строились новые жилые дома, казармы для служащих, в глубине долины реки Маритуй — школа и интернат.
После постройки в 1956 году Иркутской ГЭС, наполнения Иркутского водохранилища и превращения КБЖД в тупиковую ветку значительная часть населения покинула посёлок.
В Маритуе происходит действие — советского трёхсерийного телефильма 1972 года «Инжене́р Пронча́тов».

## Население
| 2002 | 2010 | 2011 | 2012 |
| ---- | ---- | ---- | ---- |
| 70   | ↘55  | →55  | →55  |

## Люди, связанные с селом
- Бородин, Леонид Иванович (1938—2011) — русский писатель, поэт, публицист; жил в Маритуе в 1950-х годах.
- Тиваненко, Алексей Васильевич (род. 1947) — писатель, журналист, археолог, исследователь Прибайкалья.